# Khaliq Spicer
Khaliq Spicer (Detroit, Míchigan, 27 de mayo de 1994) es un baloncestista estadounidense que pertenece a la plantilla del Kolossos Rodou BC de la A1 Ethniki. Con 2,06 metros de estatura, juega en la posición de pívot .

## Trayectoria deportiva
Jugó cuatro temporadas con los Kent State Golden Flashes y tras no ser elegido en el Draft de la NBA de 2016, comenzaría su trayectoria profesional en el KK Tajfun de Slovenia, donde consiguió 9.9 puntos y 7.6 rebotes por partido.
En junio de 2017 fichó por el Limburg United, siendo su primera temporada en Bélgica.
El 20 de enero de 2021, firma por el Kolossos Rodou BC de la A1 Ethniki.